# Billy Kidman
Peter Jacob Gruner (Allentown, 11 de maio de 1974 (50 anos)), mais conhecido pelo seu ring name Billy Kidman, é um lutador de wrestling profissional estadunidense. Kidman é mais conhecido por trabalhar para a World Championship Wrestling (WCW) e World Wrestling Federation/Entertainment (WWF/E) durante o final da década de 1990 e o início da década de 2000.
Kidman participava de vários stables enquanto atuava na WCW. Lá, conquistou por três vezes o WCW Cruiserweight Championship, por uma o WCW Cruiserweight Tag Team Championship (tendo como parceiro Rey Mysterio) e por duas vezes o WCW World Tag Team Championship (com Rey Mysterio e Konnan).
Pela WWF, participou da facção WCW/ECW Alliance, onde obteve sucesso nas divisões de Pesos-Leves e Duplas, onde foi por quatro vezes Cruiserweight Champion e por uma Tag Team Champion (com Paul London).
Em sua passagem pela WWE, casou-se com a Diva Torrie Wilson, mas eles se separaram em 2007, após quatro anos de casamento. Atualmente, atua em circuitos independentes e na National Wrestling Alliance.